# Belisaria camerunica
Belisaria camerunica är en fjärilsart som beskrevs av Sergius G. Kiriakoff 1965. Belisaria camerunica ingår i släktet Belisaria och familjen tandspinnare. Inga underarter finns listade i Catalogue of Life.